# Pequena central hidrelétrica
Uma pequena central hidrelétrica (PCH) é uma usina hidrelétrica de pequeno porte com capacidade instalada maior do que 5 megawatts e menor ou igual a 30 megawatts.
Outro limite da PCH é o tamanho de seu reservatório, que para ser classificada desta forma, não pode ultrapassar os 13 quilômetros quadrados, excluindo-se a calha do leito regular do rio.
As PCH compõem uma importante parte da geração de energia no Brasil. O rito a ser seguido para obtenção de sua outorga de autorização e sua regulamentação esta em revisão pela ANEEL por meio da audiência pública 80/2017
Comparando com as Usinas Hidrelétricas de Energia (UHE), as PCH têm vantagens e desvantagens. Por serem menores, são mais baratas de construir, causam um dano ambiental menor, podem ser construídas em rios com menor vazão e contribuem para a descentralização da geração de eletricidade. Por outro lado, elas geram uma energia mais cara, pois nem sempre haverá fluxo d'água suficiente para fazer girar as turbinas, devido à seca em algumas épocas do ano, o que não acontece nas usinas maiores, onde sempre haverá água no reservatório.